# Stadtpark (Hannover)

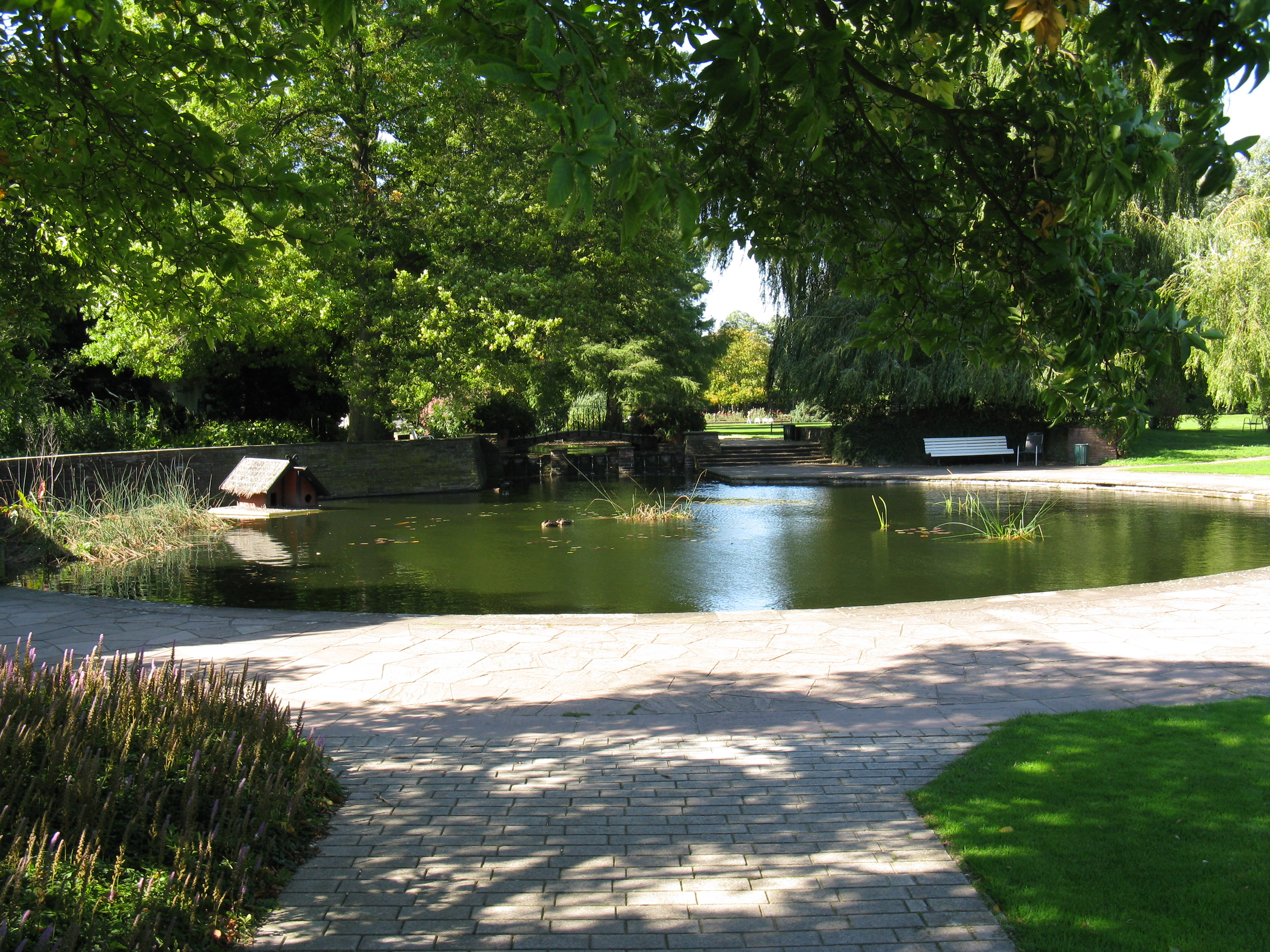
Wasserbecken im Stadtpark

Der Stadtpark Hannover (Stadthallengarten) in Hannover befindet sich südlich vom Hannover Congress Centrum im Stadtteil Zoo. Er wird von der Clausewitzstraße im Osten und der Kleefelder Straße im Süden begrenzt.

## Geschichte

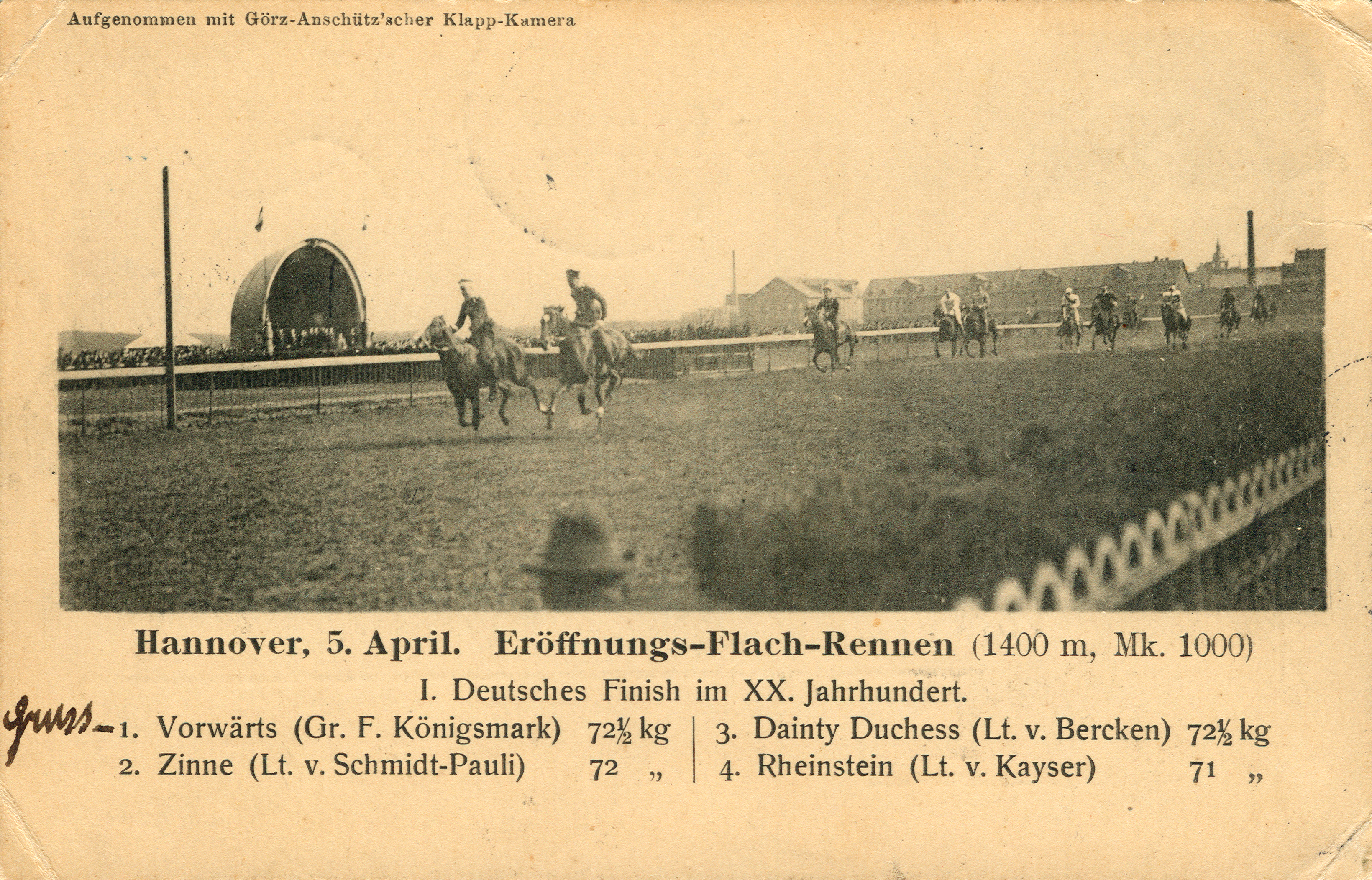
5. April 1900: „1. Deutsches Finish im XX. Jahrhundert“ auf der Rennbahn auf der Kleinen Bult, organisiert vom Hannoverschen Rennverein und „aufgenommen mit Görz-Anschütz’scher Klapp-Camera“

Lange vor dem Bau der Stadthalle wurde das Gelände Kleine Bult vor der Eisenbahn-Strecke nach Braunschweig ab 1868 vom Hannoverschen Rennverein als Rennbahn für öffentliche Galopprennen genutzt.
Erst kurz vor dem Ersten Weltkrieg wurde das Gelände in den Jahren 1913 und 1914 zunächst unter dem Namen „Stadthallengarten“ nach Art einer Kuranlage nach Plänen des Gartendirektors Hermann Kube konzipiert und mit den Stadthallenarchitekten Paul Bonatz und Friedrich Eugen Scholer abgestimmt. Im Juni 1914 wurden die Stadthalle und der neu angelegte Garten mit langem Wasserbecken und Leuchtfontäne mit einem Musikfest eingeweiht.
1933 wurde das Gelände für die „Jahresschau Deutscher Gartenkultur“ genutzt. Im Zweiten Weltkrieg brannte die Stadthalle nach den Luftangriffen auf Hannover aus, der Park wurde zerstört und nach dem Krieg zunächst als Gartenland genutzt.
Vom 21. April bis zum 31. Oktober 1951 fand auf dem Stadthallengelände die erste Bundesgartenschau statt. Die gesamte Ausstellungsfläche war etwa 21 Hektar groß und damit wesentlich kleiner als die von Bundesgartenschauen späterer Jahre. 1951 wurden in Hannover etwa 1,6 Millionen Besucher gezählt.
Die heutige Anlage entspricht großteils dem damaligen Aussehen und steht unter Denkmalschutz. Staudenbeete und Rhododendren sowie der Rosengarten mit rund 140 Sorten blieben erhalten. 1963/64 wurden nach Plänen von Erwin Laage das große Wasserbecken saniert, der Fontänengarten angelegt und die Terrassen umgestaltet. 1974 entstand ein Hotelhochhaus im Eingangsbereich des Stadtparks, das 1980 mit Stadthalle und Ausstellungsgebäuden zum Hannover Congress Centrum zusammengefasst wurde.
Eine besondere Attraktion ist der 1996 im Rahmen der Städtepartnerschaft zwischen Hannover und Hiroshima angelegte 400 Quadratmeter große japanische Garten mit Teehaus, einem Geschenk der japanischen Metropole.
Der Stadtpark war bis zum Jahre 2014 der Veranstaltungsort des jährlichen Sommerbiwaks, eines Gartenfestes der 1. Panzerdivision.

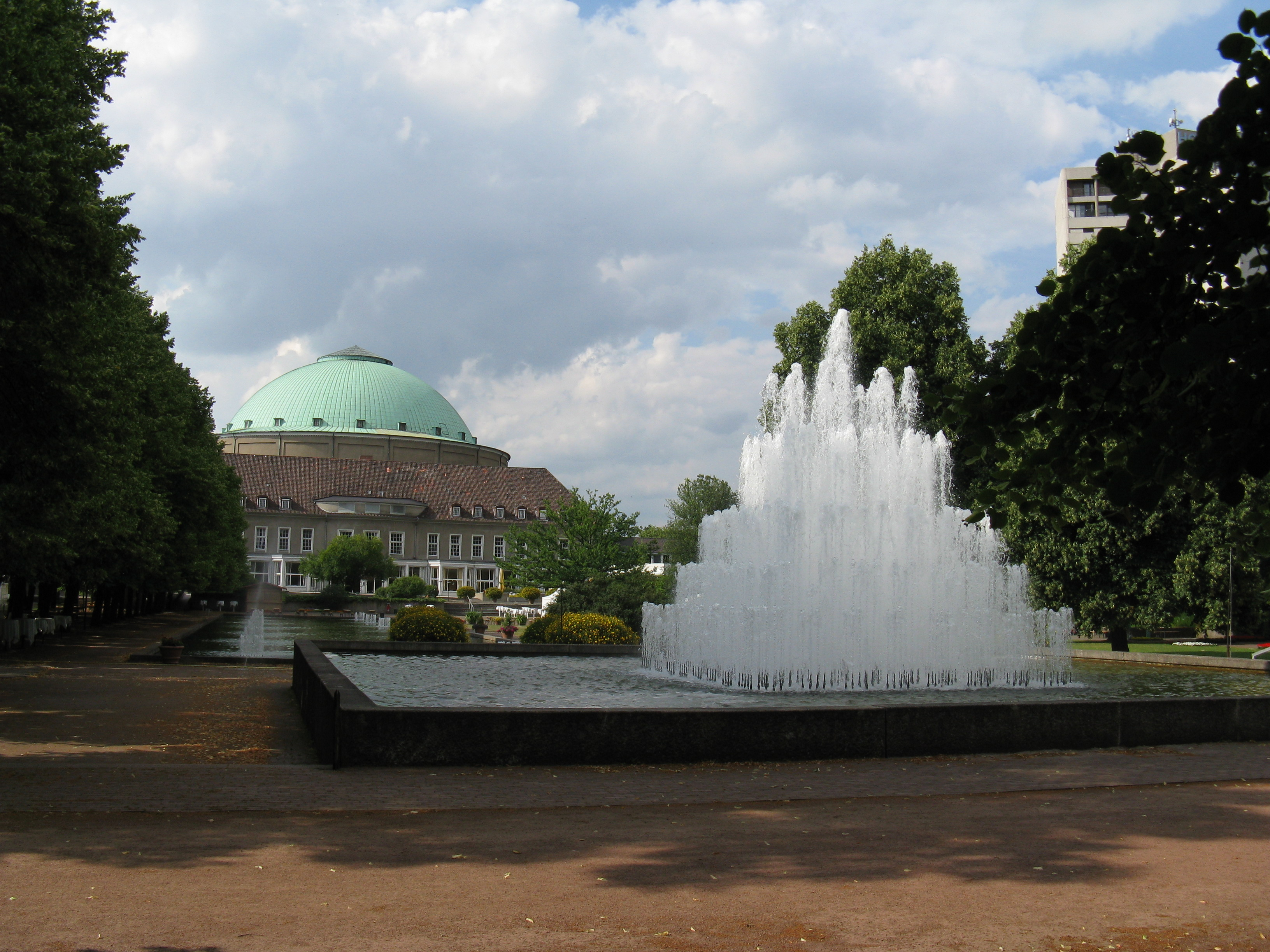
Fontäne und Blick auf den Kuppelsaal des benachbarten Hannover Congress Centrum
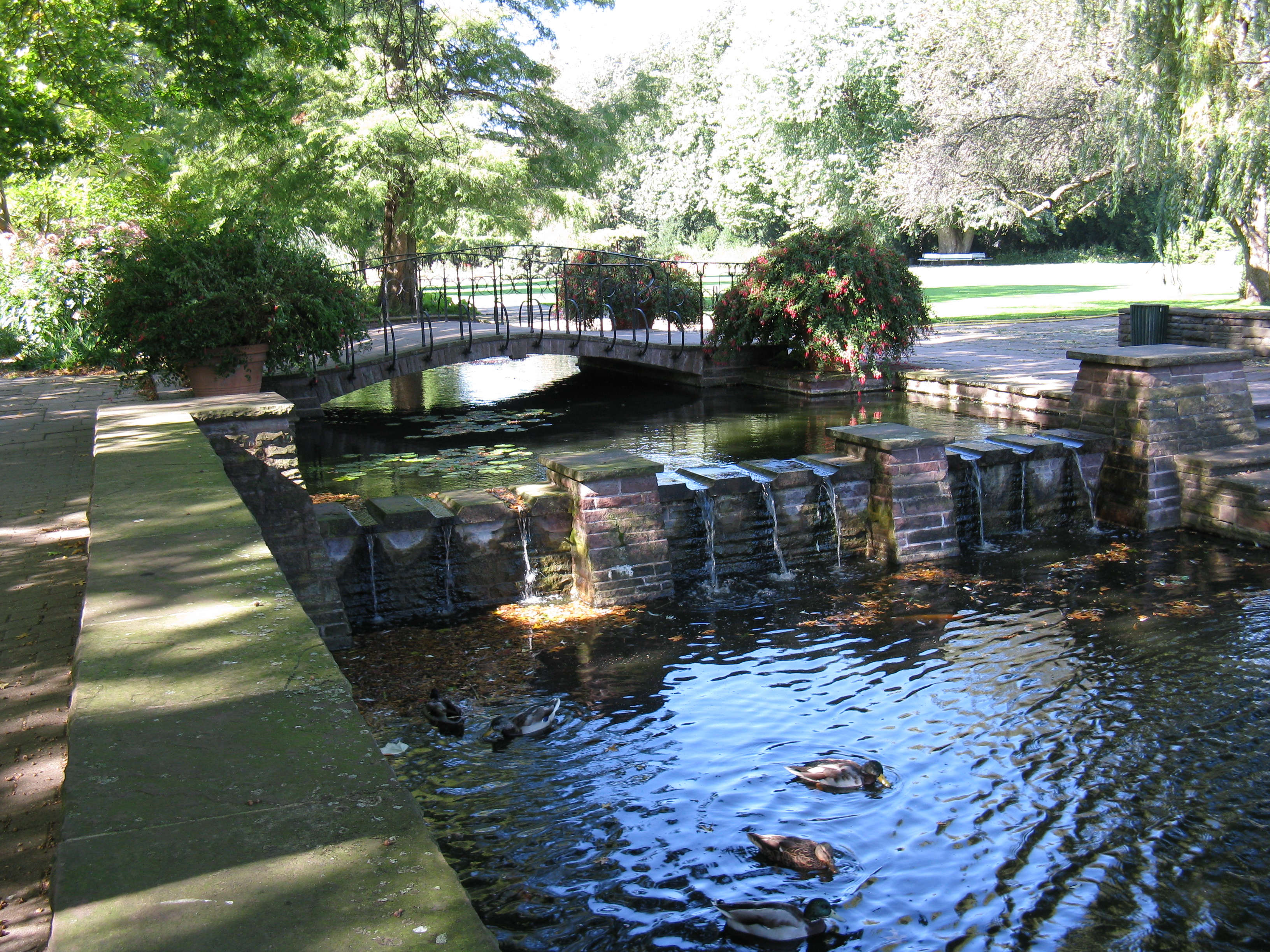
Wasserbecken
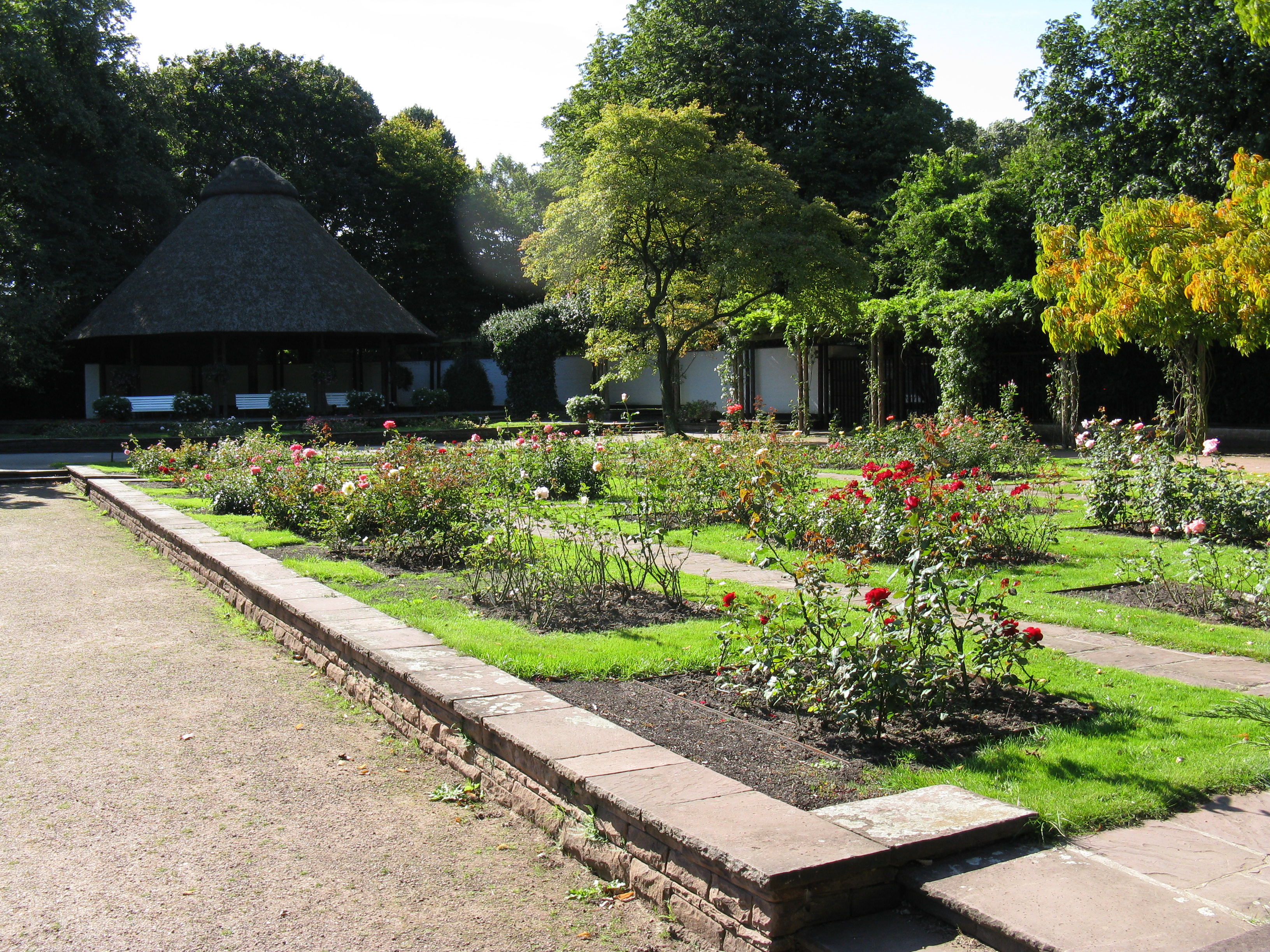
Rosengarten
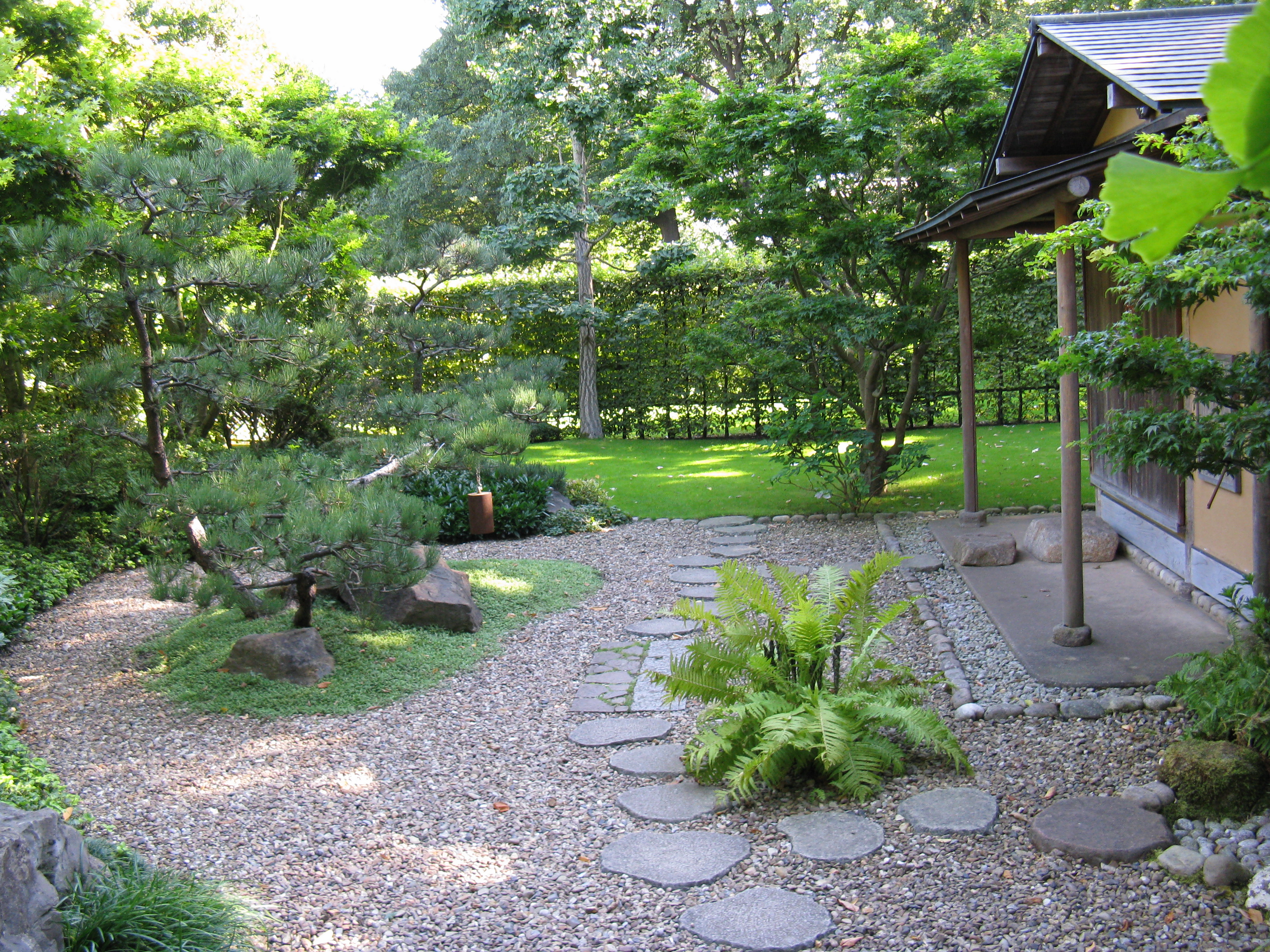
Japanisches Teehaus
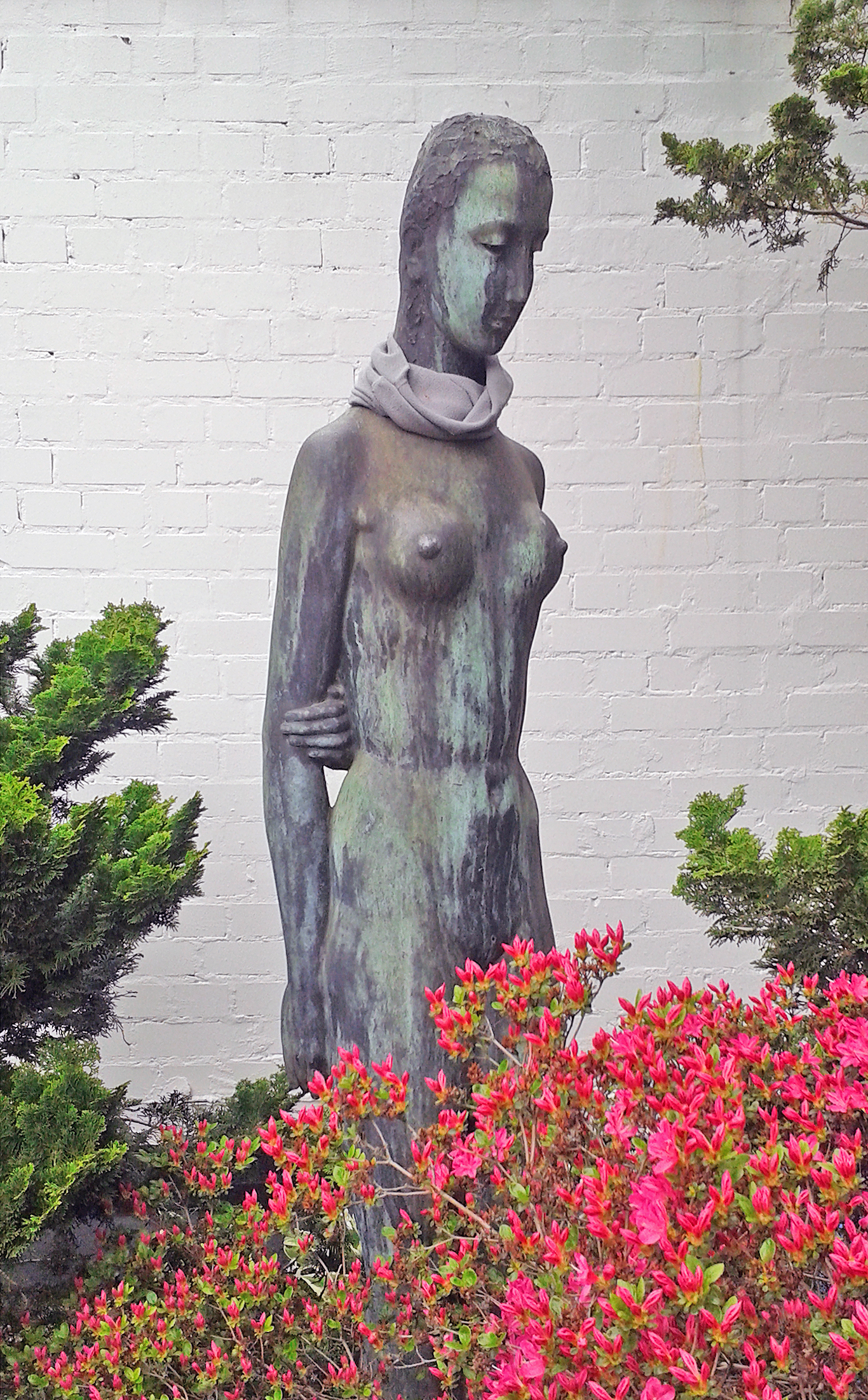
Bronzefigur „Sinnende“ von Friedrich Adolf Sötebier aus dem Jahr 1957